# Hôtel de Nesmond (Bordeaux)
Ne doit pas être confondu avec l'Hôtel de Nesmond à Paris.
L'hôtel de Nesmond est un hôtel particulier situé à Bordeaux, en France. Il est depuis 1907 la résidence officielle des préfets de la Gironde, également préfets de la région Nouvelle-Aquitaine.

## Localisation
L'hôtel est situé au n°17 bis rue Vital-Carles.

## Historique

### Hôtel parlementaire
Une première demeure a été construite en 1630, sur les vestiges d'un temple romain, pour Henri de Nesmond (v.1600- ap.1651), président du Parlement de Bordeaux. Ce dernier est issu d'une riche et ancienne famille de parlementaires d'origine irlandaise. L'un de ses frères, François-Théodore de Nesmond, sera président du Parlement de Paris, raison pour laquelle on trouve également un second hôtel de Nesmond dans la capitale.

### Résidence du maire
En 1659, la Ville acquiert l'hôtel pour y loger le maire, en remplacement de l'ancienne mairerie située rue des Ayres.

### Hôtel du Gouverneur
La demeure devient ensuite, en 1691, la propriété du gouverneur de la province de Guyenne et de ses services. C'est à ce titre que le duc de Richelieu, alors chargé du poste, transforme, entre 1757 et 1766, la vieille demeure en palais dont l'entrée était située rue de la Porte-Dijeaux. Il comprend alors 100 pièces, ce qui en fait un des plus grands palais de Bordeaux à ce moment-là.

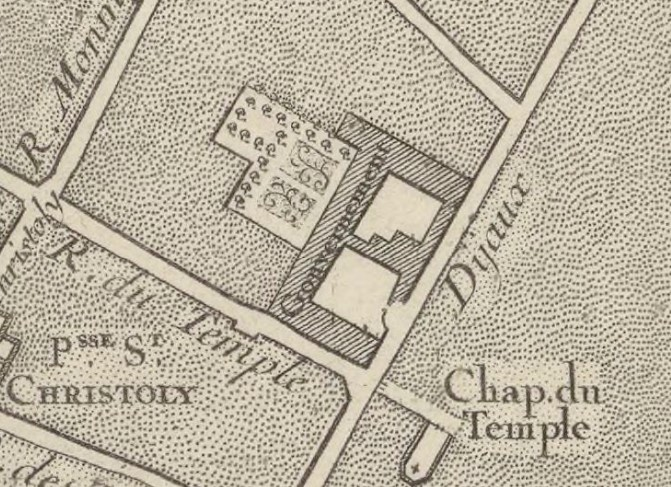
L'hôtel du gouvernement en 1755. On peut voir l'entrée de la cour donnant sur la rue de la Porte-Dijeaux.

### Pensionnat puis archevêché
À la Révolution, l'hôtel est vendu comme bien national. Il est partiellement détruit et ses jardins lotis. Après avoir connu plusieurs propriétaires successifs, il devient en 1830, une pension de jeunes filles. Le percement de la rue Vital-Carles réduit encore ce qu'il reste du jardin et du bâtiment.
Finalement, en 1862, l'État achète le site afin d'y installer l'archevêché. Le cardinal Donnet quitte alors l'hôtel Lecomte de Latresne, rue de Cheverus, pour cette résidence plus confortable.

### Hôtel du préfet
Après la séparation de l'Église et de l'État en 1905, l'hôtel de Nesmond est revendu au département de la Gironde, et affecté depuis 1907 à la résidence privée du préfet de la Gironde.
En 1914, puis en 1939, lors des replis du gouvernement français à Bordeaux, les présidents Poincaré et Lebrun y habitèrent.
L'hôtel et sa conciergerie sont partiellement inscrits au titre des Monuments historique par arrêté du 13 juillet 2023.

## Architecture
Cet hôtel a été fortement remanié par le maréchal duc de Richelieu entre 1757 et 1766.
Le portail monumental donnant sur la rue Vital-Carles date de 1865.

## Galerie

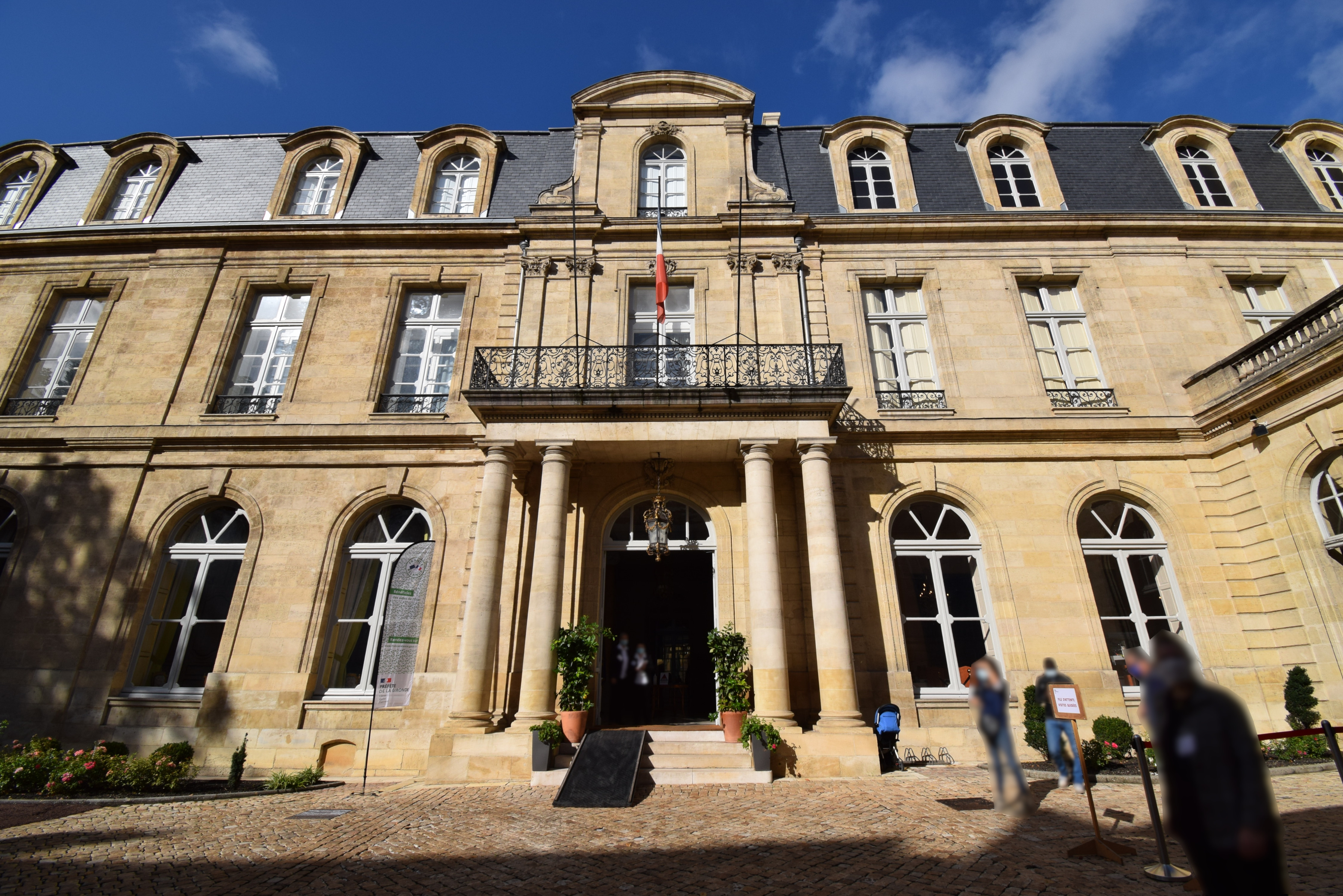
Façade sur cour.
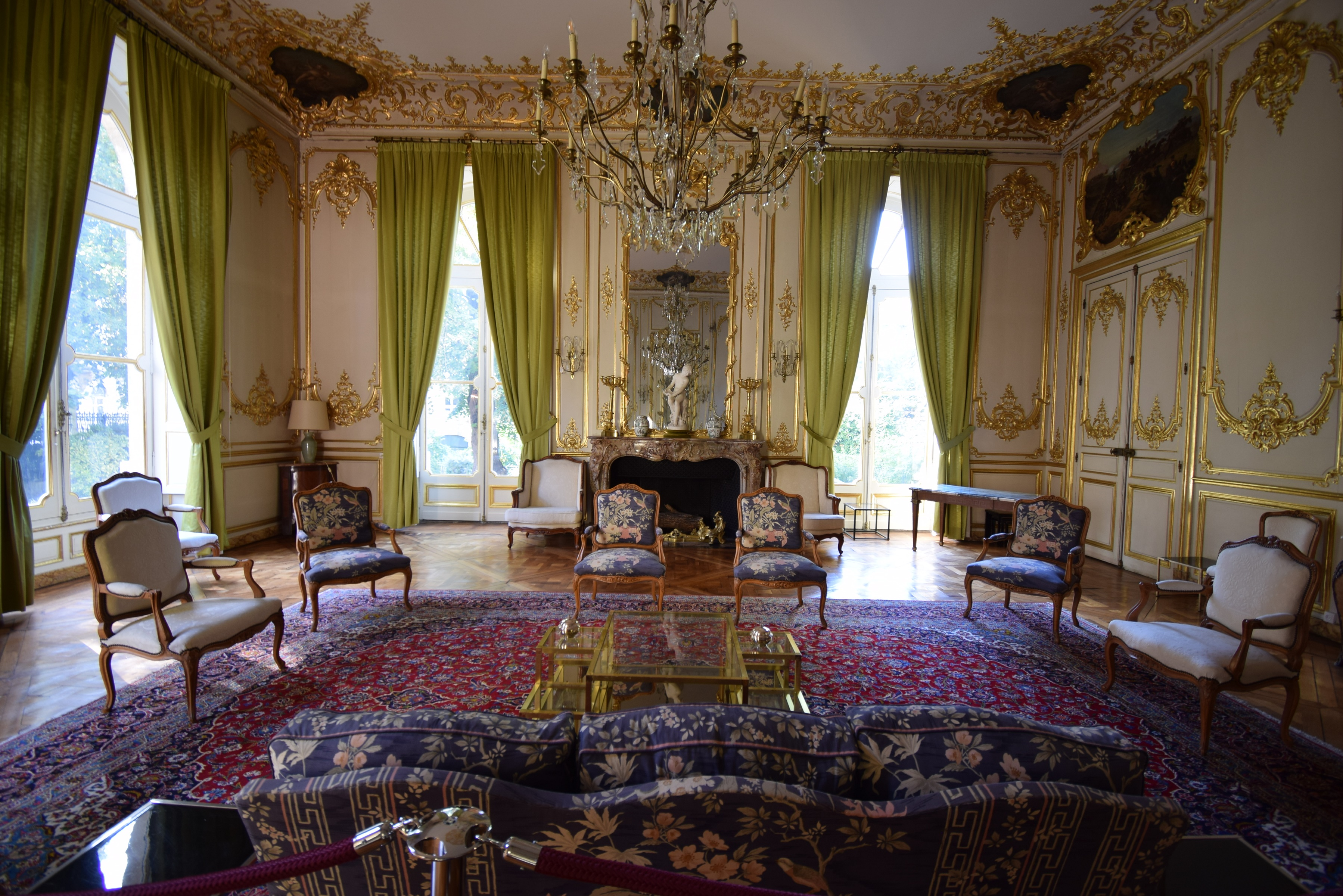
Salon doré.
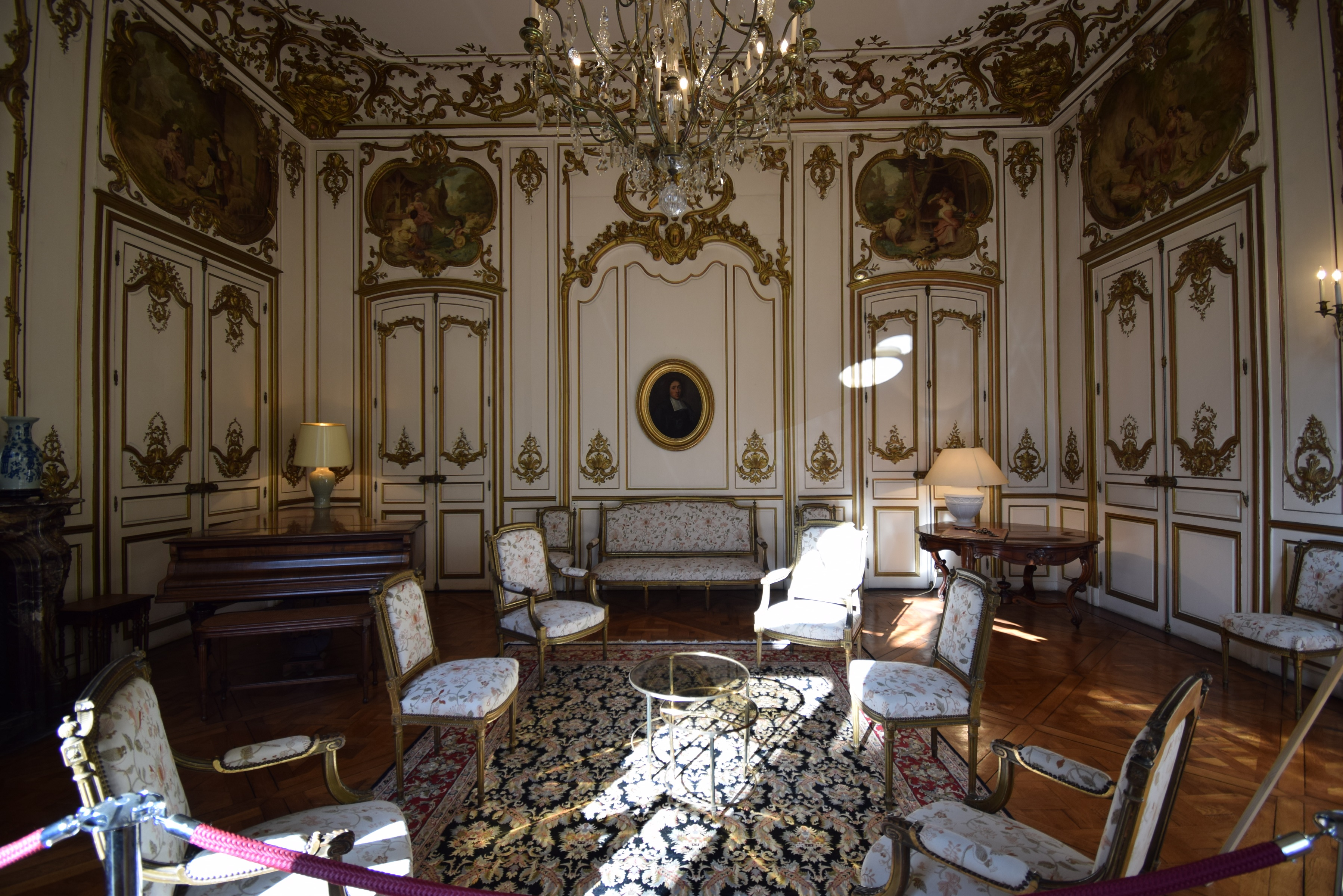
Petit salon.
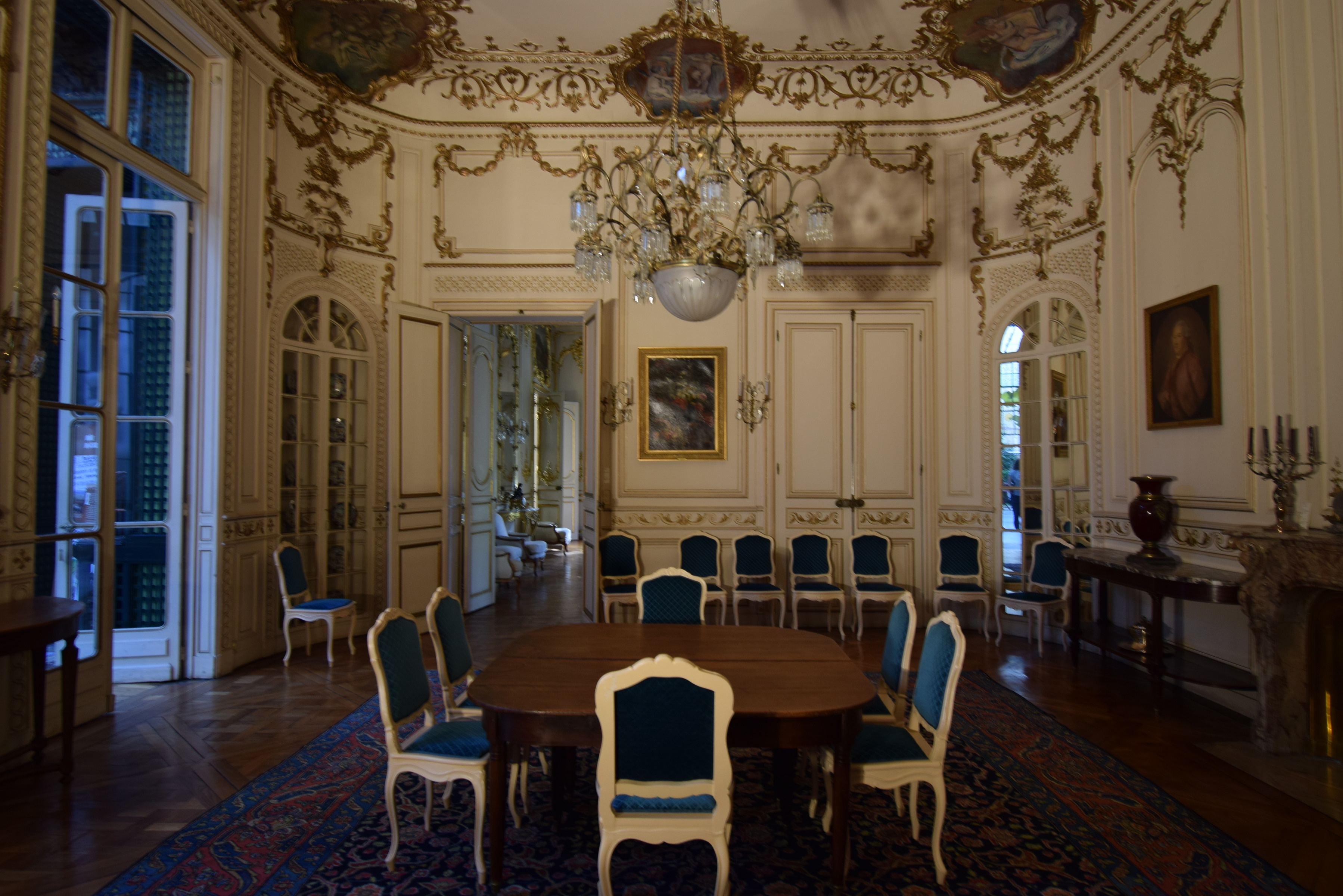
Salle à manger.